# 塑膠工業技術發展中心
財團法人塑膠工業技術發展中心（英語：Plastics Industry Development Center），簡稱塑膠中心，西元1993年6月15日經濟部82商字第216616號涵許可設立。

## 歷史沿革
經濟部工業局依據「傳統性工業技術升級計畫實施辦法」第四條第四款「針對各產業長期技術發展之需要，逐年選擇特定產業輔導成立技術研究發展中心」之規定，籌設「財團法人塑膠工業技術發展中心」輔導塑膠工業提昇產品品質，改善生產技術，增強研發能力以加速塑膠工業產業升級。1992年政府捐資二仟萬元成立，其主要工作內容為「輔導協助國內塑膠加工業改善設備，提高生產技術及產品品質，改良製造方法，開發新產品，並推動國際合作技術交流，以增強競爭能力」。1993年正式成立「財團法人塑膠工業技術發展中心」
。

## 外部連結
- 財團法人塑膠工業技術發展中心官方網站 （页面存档备份，存于）
- YouTube上的財團法人塑膠工業技術發展中心